# Cebidae
Famille
Les cébidés (Cebidae) sont une famille de singes du Nouveau Monde qui regroupent les sapajous (ou sajous), les capucins, les saïmiris et les apelles, ainsi que l'ancienne famille des callitrichidés (ouistitis et tamarins).

## Description
Les espèces des genres Cebus et Saimiri sont des primates de taille modeste, caractérisés par un cerveau développé et un régime opportuniste omnivore. Ils partagent certains caractères anatomiques primitifs, proximité confirmée par de récents travaux biomoléculaires (mais réfutée toutefois par B. Dutrillaux qui considère les saïmiris plus proches des ouakaris que des capucins sur le plan chromosomique).

## Classification et taxinomie
La taxinomie des platyrhiniens a connu de nombreux changements depuis les années 1990, à la suite des avancées de la phylogénétique. Les singes du Nouveau Monde étaient classiquement divisés en deux familles : Callitrichidae et Cebidae. Or, il est apparu que les cébidés formaient un groupe paraphylétique et son cœur (la sous-famille des Cebinae) montrait plus de similitudes avec les callitrichidés qu'avec les autres sous-familles (Alouattinae, Atelinae, Pitheciinae et Aotinae). Celles-ci ont donc été élevées au rang de famille à part entière (Atelidae, Pitheciidae et Aotidae), et les callitrichidés ont été inclus dans la famille des Cebidae.
| Selon Hershkovitz (1977) | Selon Groves (2005) |
| --- | --- |
| - Famille Cebidae - Sous-famille Alouattinae - Sous-famille Atelinae - Sous-famille Aotinae - Sous-famille Pitheciinae - Sous-famille Callicebinae - Sous-famille Cebinae - Sous-famille Saimiriinae - Famille Callitrichidae - Famille Callimiconidae | - Famille Atelidae - Sous-famille Alouattinae - Sous-famille Atelinae - Famille Aotidae - Famille Pitheciidae - Sous-famille Pitheciinae - Sous-famille Callicebinae - Famille Cebidae - Sous-famille Cebinae - Sous-famille Saimiriinae - Sous-famille Callitrichinae |

### Liste des sous-familles et des genres
Selon la troisième édition de Mammal Species of the World, de 2005 :
- - sous-famille Callitrichinae
    - genre Callimico
    - genre Callithrix
    - genre Leontopithecus
    - genre Saguinus

  - sous-famille Cebinae
    - genre Cebus

  - sous-famille Saimiriinae
    - genre Saimiri